# Căinari
Căinari – miasto (rum. oraș) w południowo-wschodniej Mołdawii w rejonie Căușeni; liczy 4,8 tys. mieszkańców (1 stycznia 2014).